# بخش گوردون
بخش گوردون (به فرانسوی: Arrondissement de Gourdon) یک بخش در فرانسه است که در لو واقع شده‌است.